# Pseudorissoina tasmanica
Pseudorissoina tasmanica is een slakkensoort uit de familie van de Pyramidellidae. De wetenschappelijke naam van de soort is voor het eerst geldig gepubliceerd in 1877 door Tenison-Woods.